# Alessandro Delbianco
Alessandro Delbianco (Rimini, 31 juli 1997) is een Italiaans motorcoureur.

## Carrière
Delbiano maakte zijn motorsportdebuut in lokale kampioenschappen. In 2006 en 2007 won hij vervolgens het Europese Junior A minibike-kampioenschap, en in 2008 won hij het Europese Junior B minibike-kampioenschap. Ondanks zijn goede resultaten nam hij hierna een aantal jaar pauze, om in 2014 terug te keren in de motorsport. Dat jaar nam hij deel aan het CIV Moto3-kampioenschap. Ook reed hij in enkele races van de Italiaanse Moto3 als wildcardcoureur, waarin hij op het Circuit Mugello twee podiumplaatsen behaalde.
In 2015 kwam Delbiano uit als fulltime coureur in de Italiaanse Moto3. Hij behaalde een podiumfinish op het Misano World Circuit Marco Simoncelli. Met 63 punten werd hij zevende in het eindklassement. In 2016 reed hij op een TM in zes van de tien races van deze klasse. Hij behaalde zijn eerste overwinning op Mugello en werd met 53 punten elfde in het kampioenschap. In 2017 reed hij in de klasse op een Mahindra, maar moest hij drie races missen vanwege een blessure die hij opliep in de seizoensopener op het Autodromo Enzo e Dino Ferrari. Desondanks kende hij zijn beste seizoen tot dan toe met overwinningen op Mugello en het Autodromo Vallelunga en twee andere podiumfinishes. Met 116 punten eindigde hij op de derde plaats in het klassement.
In 2018 stapte Delbianco over naar de FIM Superstock 1000 Cup, waarin hij op een BMW uitkwam. Hij behaalde zijn enige podiumfinish op het Automotodrom Brno. Met 55 punten werd hij zevende in de eindstand. In 2019 maakte hij de overstap naar het wereldkampioenschap superbike, waarin hij op een Honda reed. Hij kende een lastig debuutseizoen, waarin een negende plaats op Donington zijn beste resultaat was. Met 29 punten werd hij achttiende in de eindstand.
In 2020 kwam Delbianco uit in het Italiaans kampioenschap superbike op een BMW. Gedurende het seizoen stond hij driemaal op het podium: een keer op Misano en twee keer op Vallelunga. Met 72 punten werd hij vijfde in het klassement. In 2021 bleef hij actief in de klasse, maar stapte hij over naar een Honda. Hij won weliswaar geen races, maar stond wel zeven keer op het podium. Achter de dominerende Michele Pirro, die slechts een race niet won, werd hij tweede in de eindstand met 163 punten. Daarnaast keerde hij dat jaar terug in het wereldkampioenschap superbike, waarin hij op een Honda deelnam aan het raceweekend op Most als eenmalige vervanger van Leandro Mercado. Hij wist enkel in geen van de drie races de finish te bereiken.